# Pichia siamensis
Pichia siamensis är en svampart som beskrevs av Limtong, Srisuk, Yongman., H. Kawas., Yurim., Nakase & N. Kato 2004. Pichia siamensis ingår i släktet Pichia och familjen Pichiaceae.   Inga underarter finns listade i Catalogue of Life.